# 2 Baddies
『2 Baddies』（ツー・バディーズ）は、韓国のボーイズグループ・NCT 127の4作目のオリジナルアルバム。2022年9月16日にDreamusより発売された。2023年1月30日には、リパッケージアルバム『Ay-Yo』（エイヨー）が発売された。

## 概要
- 3rdフルアルバム『Sticker/Favorite』より、約1年ぶりのカムバック。
- 韓国タイトルは『질주（疾走）』。
- タイトル曲「2 Baddies（질주）」を含む12曲が収録されている。
- ハントチャートにて、初動売上1,547,595枚を記録した[9]。

## プロモーション

### 予告編
- 8月24日より「NEO SEOUL」プロモーションが、YouTubeのショート動画で公開された。
「NEO SEOUL」という仮想のクラブを背景に、NCT 127の音楽とメンバーたちのさまざまな姿や新しいアルバムのヒントが登場している[10]。
- ファン参加型のイベント「NEO SEOUL CHALLENGE」が展開された。
NCT 127のショート動画に挿入された音楽を使って作成された映像を「#NeoSeoulChallenge」「#NCT127Challenge」のハッシュタグとともに、YouTubeのショート動画として投稿することで参加できる[10]。

### ミュージックビデオ
- 9月15日、タイトル曲「2 Baddies」ミュージックビデオを先行公開した。
タイトルの「2 Baddies（疾走）」に合わせ、自動車をメインに制作された[11]。華やかな照明とキネティックな要素、多彩なCGなどが調和したダイナミックな映像となっている[11]。

### イベント
- 9月16日、イルサン・KINTEX第2展示場7ホールにてカムバックショー「NCT 127 4TH ALBUM "2 Baddies" COMEBACKSHOW - FASTER」を開催[12]。
- 10月10日、米ABCテレビ『グッド・モーニング・アメリカ』に3年ぶりに出演し、タイトル曲「2 Baddies」を披露した。
- 10月11日、米国トーク番組『ジェニファー・ハドソンショー』にK-POPアーティストとして初めて出演し、タイトル曲「2 Baddies」を披露した。

### アレンジバージョン
- 2023年2月17日、タイトル曲「2 Baddies」のリミックスシングル「iScreaM Vol. 21 : 2 Baddies Remixes」が公開された。No Identityバージョン、Viannバージョン、Biiclaバージョンの3つのリミックスバージョンが収録されている。

## チャート成績
- サークルチャートにて、2位を記録した。
- Billboard JAPANの週間アルバムセールスチャート「Top Albums Sales」にて、1位を獲得した[4]。
- ビルボード200にて、3位を獲得し、3rdアルバム『Sticker』に続いて、2作連続でTOP3にチャートインした[8]。

## 受賞・評価
- 第37回ゴールデンディスク賞「本賞（アルバム部門）」受賞
- Paper「The Best K-Pop B-Sides of 2022」選出（「Faster」）[13]
- ローリング・ストーン「2022年の年間ベストソングTOP100」71位選出（「2 Baddies」）[14]
- DAZED「The Best K-pop Tracks of 2022」（「2 Baddies」）[15]

## 収録曲
1. Faster [2:52]
  - 作詞：이송 (VERYGOODS), 사하라 (153/Joombas)
  - 作曲：Mich Hansen, Rasmus Hedegaard, Balance
  - 編曲：Cutfather, Hedegaard

強烈なベースとミニマルなフックが印象的なヒップホップダンスナンバー[16]。
目標に向けて誰よりも速く疾走する情熱と自信溢れる姿を表現している[16]。
2. 2 Baddies（질주; 疾走）[3:51]
  - 作詞：sokodomo, 해일 (Haeil), XINSAYNE
  - 作曲：Aron Bergerwall, Louise Lindberg, Tony Ferrari, Parker James, Moa 'Cazzi Opeia' Carlebecker, Ellen Berg
  - 編曲：aron wyme, IMLAY

中毒性の強いシグネチャーシンセサウンドとパワフルなボーカルが調和したヒップホップダンスナンバー[17]。
「周りの視線を気にせず、明確な主観と自分の思い通りに大切なものを見て疾走する者だけが成長し、成功を成し遂げることができる」というメッセージを盛り込んだ[17]。
3. Time Lapse [3:36]
  - 作詞：정하리, 태용 (TAEYONG), 마크 (MARK)
  - 作曲：Dwayne "Dem Jointz" Abernathy Jr., Young Chance
  - 編曲：Dem Jointz

マイナーでセンチメンタルな雰囲気のミッドテンポR&B曲[18]。
歌詞には、現実と夢を行き来しながら過去の恋人を懐かしむ気持ちが綴られている[18]。
4. Crash Landing（불시착; 不時着）[3:26]
  - 作詞：KENZIE
  - 作曲：KENZIE, IMLAY, JUNNY (주니)
  - 編曲：KENZIE, IMLAY

UKドリルが加味されたヒップホップR&B曲[19]。恋人と予想外の場所に不時着して夢見てきた愛を成し遂げるというストーリー[19]。
5. Designer [3:58] 
  - 作詞：김재원 (JamFactory), 태용 (TAEYONG), 마크 (MARK)
  - 作曲：Corron Cole, James Bunton, Aaron Aye, Dwayne "Dem Jointz" Abernathy Jr., RYAN JHUN
  - 編曲：No Past No Future, RYAN JHUN, Dem Jointz

トレンディーな雰囲気のトラックと軽快なラップやボーカルが調和しているヒップホップR&Bナンバー[18]。
デザイナーとなって恋人を特別に飾り、より美しくしたい気持ちを明るくスマートに表現した歌詞が印象的な楽曲[18]。
6. Gold Dust（윤슬; ユンスル）[4:11]
  - 作詞：이채영 (JamFactory)
  - 作曲：Maureen "Mozella" McDonald, Nick Bradley, Stuart Crichton, Paul Blanco
  - 編曲：Stuart Crichton, Paul Blanco

ミニマルなトラック構成に特色のあるボコーダーサウンドと甘いボーカルが合わさった叙情的なR&Bナンバー[20]。
歌詞では、平凡な日常に一筋の光のように近づいてきて、自身をときめかせた相手への気持ちを、日差しや月明かりで光るさざなみになぞらえている[20]。
7. Black Clouds（흑백 영화; 白黒映画）[3:39]
  - 作詞：오현선 (lalala studio)
  - 作曲：Rokman, Lauren Dyson, Sean Fischer
  - 編曲：Rokman, Sean Fischer

雨の日に暗雲が垂れ込めた無彩色の風景の中、別れた恋人と偶然再会する2人だけの瞬間をモノクロ映画の中の主人公として表現している[20]。
8. Playback [3:14]
  - 作詞：이창혁 (JamFactory)
  - 作曲：Oneye, Andreas Oberg, Johan Gustafsson
  - 編曲：Oneye, Johan Gustafsson

強烈な808ベースとキーボードサウンドが魅力的なトラップリズムベースのアップテンポなポップナンバー[20]。
歌詞では、別れた恋人を忘れられず、回り回って同じ場所にある心を歯車になぞらえている[20]。
9. Tasty [3:36]
  - 作詞：Teodor Herrgardh, Rebecca Sjoberg, Gustav Nilsson, Moa 'Cazzi Opeia' Carlebecker, Ellen Berg
  - 作曲：Teodor Herrgardh, Rebecca Sjoberg, Gustav Nilsson
  - 編曲：댄스

重みのあるシンセベースとエネルギッシュな歌声が調和するヒップホップナンバー[16]。
10. Vitamin [3:05]
  - 作詞：김예인 (JamFactory)
  - 作曲：Jacob Attwooll, Jon Eyden, Eben
  - 編曲：Jacob Attwooll

90年代のヒップホップグルーヴを感じられるヒップホップジャンルの楽曲[21]。
歌詞には、相手の日常にとってビタミンのような存在になりたいという心情を描いた[21]。
11. LOL (Laugh-Out-Loud) [3:41]
  - 作詞：이혜윰 (Jam Factory)
  - 作曲：Fabian Torsson, Harry Sommerdahl, Albin Nordqvist
  - 編曲：Fabian Torsson, Harry Sommerdahl, Albin Nordqvist

ネオソウルポップジャンルの楽曲[21]。ジャズギターのリフと808ビートで明るくエネルギーあふれる雰囲気を演出している[21]。
歌詞では、大変な時は大きく笑ってホコリのように払い落としてしまおうという慰めと応援のメッセージを伝えている[21]。
12. 1, 2, 7 (Time Stops) [3:37]
  - 作詞：박성희
  - 作曲：Peter Wallevik, Daniel Davidsen, Iain James
  - 編曲：PhD

90年代グルーヴベースのアップテンポなファンソング[19]。
グループ名の「127」を活用して、愛する人と過ごす全ての瞬間は時間が止まったようだという感情を表現した[19]。

## リパッケージアルバム

### 概要
- 4thアルバム『2 Baddies』に「Ay-Yo」「DJ」「Skyscraper（마천루; 摩天樓）」の3曲を追加している。

### プロモーション
- 1月26日、収録曲「DJ」トラックビデオを公開した。
- 1月30日、タイトル曲「Ay-Yo」ミュージックビデオを公開した[30]。
NCT 127の個性が盛り込まれた「ネオ・ミュージアム」を背景に、1つの作品になったメンバーたちが世界に向かってメッセージを発信する姿を前向きかつアーティスティックな映像で表現している[31]。
- 2月25日、NHK総合『Venue101』に出演し、タイトル曲「Ay-Yo」を披露した[32]。

### チャート成績
- サークルチャートのアルバムランキングにて、週間1位を記録した。
- オリコン週間アルバムランキング、および合算アルバムランキング（2月20日付）にて、週間2位を獲得した。
- Billboard JAPAN「Hot Albums」および「Top Albums Sales（2月15日公開）にて、週間2位を獲得した。

## 収録曲（リパッケージアルバム）
1. Ay-Yo [3:41]
  - 作詞：KENZIE（英語版）
  - 作曲：KENZIE, Dwayne "Dem Jointz" Abernathy Jr., Adrian Mckinnon, Tropkillaz, Calixte
  - 編曲：Dem Jointz, Tropkillaz

強烈なドラムラインと力強いボーカルが印象的なヒップホップダンスミュージックのタイトル曲[33]。
歌詞には、不確実な明日と永遠に続くと思っていた環境が変化し、倫理的な透明性を要求する新しい時代の中で、限りなく持続可能な価値を生み出し、前に進んでいく、というメッセージが盛り込まれている[33]。
2. Faster
3. 2 Baddies（질주; 疾走）
4. Time Lapse
5. DJ [3:18]
  - 作詞：나정아 (153/Joombas), TAEYONG,  MARK
  - 作曲：Simon Petrén, Andreas Öberg, Ninos Hanna, Rico Greene, TAEYONG, MARK
  - 編曲：Simon Petrén

70年代感性をファンキーアップテンポジャンルで再解釈した楽曲[34]。
歌詞には、メンバーたちがDJになって自ら選曲したプレイリストによって特別な瞬間を届けるというメッセージが込められている[34]。
6. Crash Landing（불시착; 不時着）
7. Designer
8. Gold Dust（윤슬; ユンスル）
9. Black Clouds（흑백 영화; 白黒映画）
10. Playback
11. Skyscraper（마천루; 摩天樓）[3:56]
  - 作詞：Ellie Suh (153/Joombas), TAEYONG, MARK
  - 作曲：Dem Jointz, Young Chance, Xydo (시도), TAEYONG, MARK
  - 編曲：Dem Jointz

都心の空を突くような摩天楼のように、絶えず限界を乗り越えて更に高い場所に上がりたいという挑戦的な抱負が込められた強烈なヒップホップナンバー[35]。
12. Tasty
13. Vitamin
14. LOL (Laugh-Out-Loud)
15. 1, 2, 7 (Time Stops)